# NGC 7449
NGC 7449 (również PGC 70196 lub UGC 12292) – galaktyka eliptyczna (E), znajdująca się w gwiazdozbiorze Andromedy. Odkrył ją Édouard Jean-Marie Stephan 23 października 1878 roku.